# Splendrillia persica
Splendrillia persica is een slakkensoort uit de familie van de Drilliidae. De wetenschappelijke naam van de soort is voor het eerst geldig gepubliceerd in 1888 door E. A. Smith.